# IC 1353
IC 1353 ist eine Galaxie vom Hubble-Typ S im Sternbild Wassermann. Sie ist schätzungsweise 396 Millionen Lichtjahre von der Milchstraße entfernt.
Das Objekt wurde am 6. August 1891 von dem Astronomen Stéphane Javelle entdeckt.